# Helmut Büttner (Richter)
Helmut Büttner (* 13. November 1941; † 24. Dezember 2011) war ein deutscher Richter und Rechtsgelehrter.

## Leben
Helmut Büttner studierte Rechtswissenschaft an den Universitäten Bonn und München. 1968 promovierte er zum Thema Entmündigung und Statutenwechsel und begann nach dem Zweiten juristischen Staatsexamen seine juristische Karriere am Landgericht Bonn. Nachdem er auch im Landesjustizprüfungsamt des Landes Nordrhein-Westfalen tätig gewesen war, wurde Helmut Büttner 1979 Richter am Oberlandesgericht Köln, wo er einem für Familienrecht zuständigen Senat angehörte, bis zur Pensionierung 2006 als Vorsitzender.
Ab 1999 war er Mitherausgeber der Zeitschrift für das gesamte Familienrecht (FamRZ), von 1999 bis 2009 gehörte er dem Vorstand des Deutschen Familiengerichtstags an, ab 2003 als Schatzmeister. Von 1999 bis 2011 war er außerdem im Vorstand der Wissenschaftlichen Vereinigung für Familienrecht e.V.
Er verstarb am 24. Dezember 2011.

## Werk
Helmut Büttner veröffentlichte vor allem zum Familienrecht, insbesondere zum Unterhalts- und Familienverfahrensrecht. Er begründete zusammen mit Elmar Kalthoener das zum familienrechtlichen Kanon gehörende Werk „Die Rechtsprechung zur Höhe des Unterhalts“, das in der 11. Auflage 2010 unter Kalthoener/Büttner/Niepmann/Schwamb erschien. Im von Johannsen und Henrich herausgegebenen Standardwerk Familienrecht verfasste er seit der dritten Auflage erhebliche Teile zum Unterhaltsrecht. Dazu kommen zahlreiche Aufsätze vor allem in der Zeitschrift für das gesamte Familienrecht (FamRZ), die teilweise grundlegend waren und vor allem umfassend das Unterhaltsrecht untersuchten. Neben den Fachaufsätzen war er auch Autor zahlreicher in der FamRZ veröffentlichter Glossen.